# Instytut Archeologii Uniwersytetu Wrocławskiego
Instytut Archeologii Uniwersytetu Wrocławskiego – jednostka dydaktyczno-naukowa należąca do struktur Wydziału Nauk Historycznych i Pedagogicznych Uniwersytetu Wrocławskiego. Dzieli się na 5 zakładów i 1 pracownię naukową. Ma uprawnienia do nadawania stopni naukowych doktora i doktora habilitowanego oraz wnioskowania o nadanie tytułu naukowego profesora. Prowadzi działalność dydaktyczną i badawczą związaną ze społecznościami ludzkimi i ich przeobrażeniami kulturowymi w epoce kamienia, w starożytności i w średniowieczu na terenie Europy. Instytut oferuje studia na kierunku archeologia.
W roku 2011 w instytucie kształciło się ponad 200 studentów w trybie dziennym i zaocznym. Instytut wydaje 2 czasopisma i 2 serie wydawnicze. Dysponuje też samodzielną biblioteką instytutową z ok. 13 tys. książek i 6 tys. czasopism. Siedzibą instytutu jest Pałac Hornesów we Wrocławiu, mieszczący się przy ul. Szewskiej 48.
Instytut powstał jako jedna z ostatnich jednostek Uniwersytetu Wrocławskiego w 2000 roku poprzez przekształcenie dotychczasowej Katedry Archeologii i podniesienie jej do rangi instytutu w ramach Wydziału Nauk Historycznych i Pedagogicznych UWr. Warto jednak zauważyć, że początki wrocławskiej (polskiej) archeologii sięgają znacznie dalej, czyli początków polskiego Uniwersytetu Wrocławskiego. Pracownicy naukowi instytutu zajmowali też często najważniejsze stanowiska w hierarchii uniwersyteckiej – prorektora: Jan Burdukiewicz (2016–2020), dziekanów na swoich wydziałach: Włodzimierz Wojciechowski (1988–1990), Krzysztof Wachowski (1996–2002) i Artur Błażejewski (od 2020).

## Dzieje instytutu
Początki archeologii na Uniwersytecie Wrocławskim związane są z działalnością na początku XIX wieku prof. Johannesa Gustava Gottlieba Büschinga, który przybył do Wrocławia w 1810 roku. Sklasyfikował on i uporządkował znajdujące się w mieście zbiory archeologiczne, dając początek założonemu w 1818 roku Muzeum Sztuki i Starożytności mieszczącemu się w zabudowaniach dawnego klasztoru kanoników regularnych św. Augustyna na Wyspie Piasek. Poza wykładaniem pradziejów na uczelni założył pierwsze stowarzyszenie miłośników przeszłości Śląska - Der Verein für Schlesische Geschichte, Kunst und Altertümer. W 2 połowie XIX wieku nastąpiło znaczące powiększenie kolekcji archeologicznej muzeum, a latach 80. tego stulecia nastąpił podział archeologii klasycznej i
prehistorycznej na dwa odrębne seminaria. W okresie dwudziestolecia międzywojenngo za sprawą prof. Hansa Segera doszło do powołania na Uniwersytecie Wrocławskim osobnego Instytutu Pre- i Protohistorii. W 1932 roku za sprawą prof. Martina Jahna cała wrocławska archeologia zorganizowana w trzy Instytuty: Archeologiczny (Archäologisches Institut), Archeologii Chrześcijańskiej (Institut für Christliche Archäologie) oraz Pre i Protohistorii (Institut für Ur- und Frühgeschichte) przeniosła się do nowej siedziby zajmowanej wcześniej przez Akademię Sztuki i Rzemiosła Artystycznego przy placu Cesarzowej Augusty (obecnie plac Polski).
Po zakończeniu II wojny światowej i przyłączeniu Śląska do Polski odtworzeniem archeologii we Wrocławiu zajął się krakowski archeolog Rudolf Jamka, który w maju 1945 r. przybył do Wrocławia i zajął się ratowaniem zbiorów archeologicznych po zniszczeniach wojennych. Powołał on na Uniwersytecie Wrocławskim Zakład Archeologii, przekształcony w 1947 roku w katedrę. Początkowo siedzibą katedry był budynek należący kiedyś do książąt piastowskich we Wrocławiu, mieszczący się przy ul. Szewskiej 36. W 1947 roku przeniosła się ona do dawnego pałacu Hornesów przy ul. Szewskiej 48. W 1950 roku prof. Jamka przeniósł się na Uniwersytet Jagielloński w Krakowie, a  jego dzieło kontynuowali profesorowie: Edmund Mulanda i Kazimierz Majewski. W latach 50. XX wieku nastąpiła stabilizacja i dalsza rozbudowa wrocławskiej archeologii za sprawą działalności naukowo-dydaktycznej małżeństwa Hołubowiczów, której ukoronowaniem było przekształcenie blisko 50 lat później w 2000 roku katedry w Instytut Archeologii.

## Władze Instytutu (od 2024)
- Dyrektor: prof. dr hab. Mirosław Masojć[12]
- Zastępca Dyrektora ds. dydaktyki: dr Marcin Bohr[12]
- Zastępca Dyrektora ds. badań naukowych: dr Mirosław Furmanek[12]

## Poczet dyrektorów
Kierownik Zakładu Archeologii
- 1945–1947: dr hab. Rudolf Jamka

Kierownicy Katedry Prehistorii
- 1947–1950: dr hab. Rudolf Jamka
- 1950–1964: prof. dr hab. Włodzimierz Hołubowicz
- 1964–1972: prof. dr hab. Helena Cehak-Hołubowiczowa

Kierownicy Katedry Archeologii
- 1972–1986: prof. dr hab. Józef Kaźmierczyk
- 1986–1988: prof. dr hab. Stanisław Pazda
- 1988–2000: prof. dr hab. Zbigniew Bagniewski

Dyrektorzy Instytutu Archeologii
- 2000–2002: prof. dr hab. Zbigniew Bagniewski
- 2002–2012: prof. dr hab. Jerzy Piekalski
- 2012–2016: dr hab. Artur Błażejewski
- 2016–2024: prof. dr hab. Jerzy Piekalski
- od 2024: prof. dr hab. Mirosław Masojć

## Kierunki kształcenia
Na stronie internetowej Instytutu są informacje dla kandydatów na studia i studentów o programie studiów, kadrze, programach badawczych oraz bieżące dotyczące dydaktyki. Instytut kształci studentów na kierunku archeologia na studiach licencjackich (pierwszego stopnia) i magisterskich uzupełniających (drugiego stopnia), podczas których można wybrać następujące specjalizacje:
- archeologia epoki kamienia
- archeologia nowego świata
- archeologia epoki brązu
- archeologia barbaricum
- archeologia prowincji rzymskich
- archeologia średniowiecza
- archeologia czasów nowożytnych i czasów najnowszych
- archeologia sądowa

## Struktura organizacyjna

### Zakład Archeologii Epoki Kamienia
Samodzielni pracownicy naukowi:
- Kierownik: dr hab. Andrzej Wiśniewski
- prof. dr hab. Jan Burdukiewicz
- dr hab. Tomasz Płonka

### Zakład Epoki Brązu i Wczesnej Epoki Żelaza
Samodzielni pracownicy naukowi:
- Kierownik: dr hab. Tomasz Gralak
- dr hab. Justyna Baron

### Zakład Archeologii Barbaricum i Prowincji Rzymskich
Samodzielni pracownicy naukowi:
- Kierownik: dr hab. Artur Błażejewski
- dr hab. Mateusz Żmudziński

### Zakład Archeologii Wczesnego Średniowiecza
Samodzielni pracownicy naukowi:
- Kierownik: dr hab. Krzysztof Jaworski

### Zakład Archeologii Historycznej
Samodzielni pracownicy naukowi:
- Kierownik: prof. dr hab. Jerzy Piekalski
- prof. dr hab. Borys Paszkiewicz
- dr hab. Lech Marek
- prof. dr hab. Krzysztof Wachowski (pracownik pozaetatowy)

### Pracownia Archeometrii i Konserwacji Zabytków Archeologicznych Instytutu Archeologii
Samodzielni pracownicy naukowi:
- Kierownik: dr hab. inż. Beata Miazga, prof. UWr[3]

### Pracownia Fotograficzna
- Opiekun: mgr Marek Grześkowiak[3]

### Biblioteka Instytutu Archeologii
- Kierownik: mgr Małgorzata Płeska[13]

## Siedziba
Główną siedzibą Instytutu Archeologii Uniwersytetu Wrocławskiego jest od 1947 roku barokowy pałac, który w 1721 roku Dionizy hrabia von Hornes zakupił od rodziny von Sternbach. Przebudowę obiektu w formie zbliżonej do współczesnej ukończono w latach 30. XVIII wieku według planów Jana B. Peintnera. Pałac wzniesiony został w stylu baroku austriacko-włoskiego i jest on budowlą trójskrzydłową, trójkondygnacyjną, z wewnętrznym dziedzińcem zamkniętym obecnie ścianą sąsiedniej kamienicy i powtarza kształt wcześniejszej zabudowy sięgającej średniowiecza, której relikty widoczne są w przyziemu i piwnicach budynku. Siedmioosiowa fasada zlokalizowana jest od strony ulicy
Szewskiej, zdobi ją balkonowy portal osi środkowej. Reprezentacyjna kondygnacja (piano nobile) podkreślona jest bogatszą formą kamieniarki okiennej. Obiekt zwieńczony jest mansardowym dachem z jednym rzędem okien. Pierwotne wnętrze amfiladowe wyposażone było w sztukaterie, ozdobne gzymsy i plafony (częściowo zachowane) oraz dekoracyjne kominki.